# Myrmecia midas
Myrmecia midas (лат.) — вид примитивных муравьёв Австралии из рода Myrmecia.

## Распространение
Восточная и южная Австралия.

## Описание
Длина рабочих 13—15 мм, самки 18—19 мм. Голова и грудь красные, брюшко чёрное, остальные части тела (ноги, усики, мандибулы) — красно-коричневые. Жвалы длинные многозубчатые. Глаза большие выпуклые, расположены в передней части головы рядом с основанием мандибул. Оцеллии развиты. Нижнечелюстные щупики 6-члениковые, нижнегубные щупики состоят из 4 сегментов. Стебелёк двучлениковый, состоит из петиоля и постпетиоля. Скапус усиков самцов короткий. Крылья с одной маргинальной, тремя субмаргинальными и двумя дискоидальными ячейками. Жало развито. Куколки крытые, в коконе.
Вид был впервые описан в 1951 году австралийским мирмекологом Джоном Кларком (John S. Clark, 1885—1956), Национальный музей Мельбурна).
Включён в состав видовой группы Myrmecia gulosa species group.